# Divergentna vrsta
Divergentna vrsta je v matematiki neskončna vrsta, ki ni konvergentna, kar pomeni, da neskončno zaporedje njenih delnih vsot nima limite.
Če vrsta konvergira, se morajo njeni posamezni členi zmanjševati do 0. Vsaka vrsta, kjer njeni posamezni členi ne postajajo enaki 0, divergira. Pri tem je konvergenca močnejši pogoj, saj vse vrste, katerih členi postajajo enaki 0, ne konvergirajo. Najpeprostejši protiprimer je harmonična vrsta:
{\displaystyle \sum _{n=1}^{\infty }{\frac {1}{n}}=1+{\frac {1}{2}}+{\frac {1}{3}}+{\frac {1}{4}}+{\frac {1}{5}}+\cdots \!\,.}
Njej ustrezna alternirajoča harmonična vrsta:
{\displaystyle \sum _{n=1}^{\infty }{\frac {(-1)^{n+1}}{n}}=1-{\frac {1}{2}}+{\frac {1}{3}}-{\frac {1}{4}}+\cdots =\ln 2=0,693\,147\,180\,\dots \!\,}
pa je pogojno konvergentna. Divergenco harmonične vrste je odkril Nicole Oresme. Drugi zgled divergentne vrste je vrsta obratnih vrednosti praštevil:
{\displaystyle \sum _{p\in \mathbb {P} }{\frac {1}{p}}={\frac {1}{2}}+{\frac {1}{3}}+{\frac {1}{5}}+{\frac {1}{7}}+{\frac {1}{11}}+\cdots \!\,,}
katere divergenco je težje dokazati. Njeno divergenco je dokazal Leonhard Euler.
V posebnih primerih in zvezah se lahko določenim vrstam, katerih zaporedja delnih vsot divergirajo, uspešno priredi vrednosti.
Sumacijska metoda je delna funkcija iz množice zaporedij delnih vsot vrste k vrednostim. Cesàrova vsota na primer divergentni Grandijevi vrsti:
{\displaystyle \sum _{n=0}^{\infty }(-1)^{n}=1-1+1-1+\cdots \!\,}
dodeli vrednost 1/2. Metoda s Cesàrovo vsoto je metoda povprečenj v smislu, da se zanaša na aritmetično sredino zaporedij delnih vsot. Druge metode vsebujejo analitična nadaljevanja obravnavanih vrst. V fiziki obstaja veliko sumacijskih metod, ki jih obravnava članek o regularizaciji.

## Izreki o sumecijskih metodah divergentnih vrst
Sumacijska metoda M je regularna, če je v soglasju z dejansko limito na vseh konvergentnih vrstah. Takšen rezultat se imenuje abelovski izrek za M po prototipnem Abelovem izreku. Bolj zanimivi in v splošnem bolj domiselni so delno nasprotni rezultati, tauberski izreki po prototipu. ki ga je dokazal Alfred Tauber. Tukaj delno nasprotje pomeni, da, če v M obstaja vsota za vrsto Σ, in, če velja kakšen stranski pogoj, je Σ predvsem konvergentna; brez kakšnega stranskega pogoja, kjer bi v M obstajala vsota samo za konvergentne vrste, in bi bila neuporabna kot sumacijska metoda za divergentne vrste.
Operator, ki zagotavlja vsoto konvergentne vrste, je linearen in izhaja iz Hahn-Banachovega izreka, ki se lahko razširi na sumacijsko metodo, po kateri za vsako vrsto obstajajo omejene delne vsote. To dejstvo v praksi ni preveč uporabno, saj obstaja več takšnih razširitev, ki niso skladne med seboj, in za dokazovanje obstoja takšnega operatorja je treba uporabiti aksiom izbire ali njegove ustreznice, kot je Zornova lema. Zaradi tega so nekonstruktivne.
Pri raziskovanju divergentnih vrst kot področju matematične analize se največ posveča eksplicitnih in naravnim tehnikam, kot so Abelova vsota, Cesàrova vsota in Borelova vsota, in njihovim povezavam. Wienerjev tauberski izrek iz leta 1932 je pomenil pomemben korak na tem področju, in je podal nepričakovane povezave z metodami Banachove algebre v Fourierovi analizi.
Seštevanje divergentnih vrst je kot numerična tehnika povezana tudi z metodami ekstrapolacij in transformacij zaporedij. Zgledi takšnih tehnik so: Padéjeve aproksimacije, transformacije zaporedij Levinovega tipa in preslikave, odvisne od reda, povezane s tehnikami renormalizacije za teorijo motenj velikega reda in kvantno mehaniko.